# Пьютер

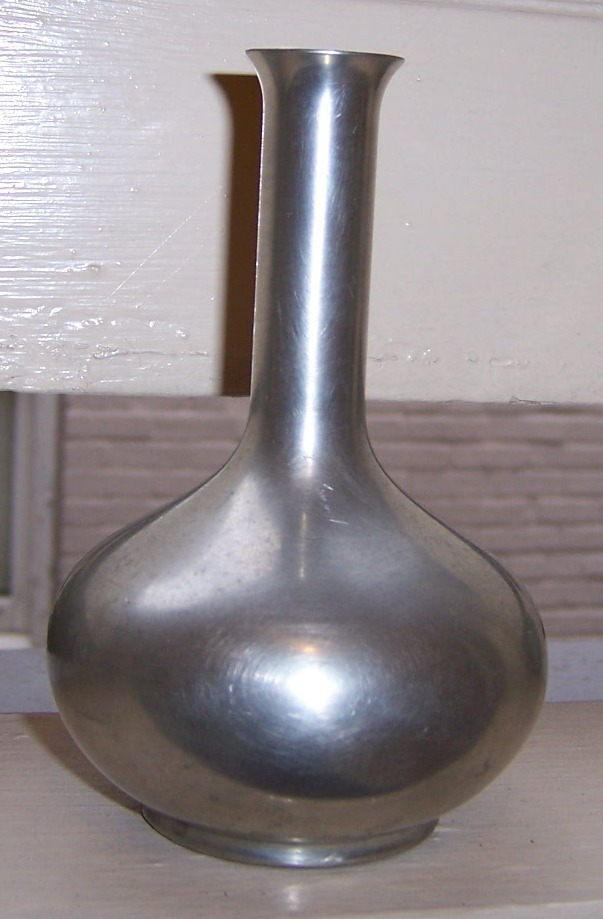
Ваза из пьютера

Пью́тер (англ. pewter) — сплав олова (содержание которого может быть от 85 до 99 %) с другими металлами, такими как медь, сурьма, висмут или, реже, свинец. Температура плавления около 170—230 °C — в зависимости от процентного содержания компонентов.

## История
Судя по археологическим находкам, пьютер впервые был использован в начале бронзового века на Ближнем Востоке. Самые ранние предметы из этого сплава обнаружены в египетской гробнице 1450 г. до н. э.

## Применение
Так как пьютер имеет красивый внешний вид, хорошо поддаётся полировке, то он до настоящего времени активно используется при производстве декоративной посуды и украшений.
Некоторые изделия из пьютера могут быть подвержены оловянной чуме.
В связи с токсичностью свинца в настоящее время он в данном сплаве не применяется (в частности, в Англии для сплава «английский пьютер» это было законодательно запрещено в 1972 г.), но может присутствовать в антикварных изделиях.